# دون شافي
دونالد شافي (بالإنجليزية: Don Chaffey)‏ (5 أغسطس 1917 - 13 نوفمبر 1990)، هو مخرج أفلام وكاتب ومنتج ومخرج فني بريطاني.

## روابط خارجية
- دون شافي على موقع IMDb (الإنجليزية)
- دون شافي على موقع الموسوعة البريطانية (الإنجليزية)
- دون شافي على موقع ألو سيني (الفرنسية)
- دون شافي على موقع تيرنر كلاسيك موفيز (الإنجليزية)
- دون شافي على موقع أول موفي (الإنجليزية)
- دون شافي على موقع قاعدة بيانات الأفلام السويدية (السويدية)
- دون شافي على موقع إن إن دي بي (الإنجليزية)
- دون شافي على موقع قاعدة بيانات الفيلم (الإنجليزية)
- دون شافي على موقع كينوبويسك (الروسية)